# 溪洲底
溪洲底，是臺北市士林區的一個地名，位於該區西北部，範圍大致為富洲里東大半部、福安里、永倫里西南部。

## 歷史
台灣清治末期至日治前期，溪洲底地區為一街庄，稱為「溪洲底庄」，隸屬於芝蘭一堡。該庄北及東隔基隆河與嗄嘮別、北投庄、洲尾庄為鄰，東南與社仔庄為鄰，南隔淡水河與三重埔、樓仔厝庄為界，西邊為中洲埔庄。
1901年（日治明治三十四年）11月，該庄隸屬於臺北廳，編入第十二區。1906年（明治三十九年）1月，第十二區改名「社仔區」。1920年（大正九年），該庄改制為「溪洲底」大字，隸屬於臺北州七星郡士林街。
戰後士林街改制為士林鎮，隸屬於臺北縣，大字亦改制為里。1949年，士林鎮與北投鎮一併改隸屬新成立的草山管理局。1950年隨著草山改名為陽明山，草山管理局亦改名為陽明山管理局，士林鎮仍隸屬之。1968年7月臺北市改制為院轄市，士林鎮併入成為士林區。1990年3月，臺北市各區重劃，該地區仍屬士林區。

## 交通
洲美快速道路經過溪洲底地區東南部，在延平北路六段與七段口設有匝道，往北轉西可連接大度路以前往關渡、淡水，往東南轉南可接環河快速道路前往台北市區。

## 學校
- 福安國中
- 富安國小

## 廟宇
- 囝仔公威靈廟（陰廟）